# Buicourt
Buicourt és un municipi francès, situat al departament de l'Oise i a la regió dels Alts de França. L'any 2007 tenia 140 habitants.

## Demografia

### Població
El 2007 la població de fet de Buicourt era de 140 persones. Hi havia 56 famílies de les quals 12 eren unipersonals (12 homes vivint sols), 16 parelles sense fills, 24 parelles amb fills i 4 famílies monoparentals amb fills.
La població ha evolucionat segons el següent gràfic:
Habitants censats

### Habitatges
El 2007 hi havia 69 habitatges, 56 eren l'habitatge principal de la família, 8 eren segones residències i 5 estaven desocupats. Tots els 69 habitatges eren cases. Dels 56 habitatges principals, 50 estaven ocupats pels seus propietaris i 6 estaven llogats i ocupats pels llogaters; 4 tenien dues cambres, 6 en tenien tres, 11 en tenien quatre i 35 en tenien cinc o més. 42 habitatges disposaven pel capbaix d'una plaça de pàrquing. A 20 habitatges hi havia un automòbil i a 36 n'hi havia dos o més.

### Piràmide de població
La piràmide de població per edats i sexe el 2009 era:
| Homes | Edats   | Dones |
| ----- | ------- | ----- |
| 0     | 95 o +  | 0     |
| 0     | 90 a 94 | 0     |
| 0     | 85 a 89 | 0     |
| 0     | 80 a 84 | 4     |
| 0     | 75 a 79 | 0     |
| 4     | 70 a 74 | 4     |
| 4     | 65 a 69 | 0     |
| 4     | 60 a 64 | 0     |
| 4     | 55 a 59 | 4     |
| 8     | 50 a 54 | 8     |
| 4     | 45 a 49 | 4     |
| 8     | 40 a 44 | 8     |
| 8     | 35 a 39 | 8     |
| 0     | 30 a 34 | 0     |
| 4     | 25 a 29 | 4     |
| 0     | 20 a 24 | 8     |
| 16    | 15 a 19 | 0     |
| 4     | 10 a 14 | 16    |
| 0     | 5 a 9   | 12    |
| 0     | 0 a 4   | 0     |

## Economia
El 2007 la població en edat de treballar era de 98 persones, 84 eren actives i 14 eren inactives. De les 84 persones actives 79 estaven ocupades (44 homes i 35 dones) i 5 estaven aturades (2 homes i 3 dones). De les 14 persones inactives 5 estaven jubilades, 6 estaven estudiant i 3 estaven classificades com a «altres inactius».

### Ingressos
El 2009 a Buicourt hi havia 55 unitats fiscals que integraven 140 persones, la mediana anual d'ingressos fiscals per persona era de 22.561 €.

### Activitats econòmiques
Dels 3 establiments que hi havia el 2007, 1 era d'una empresa de construcció, 1 d'una empresa de comerç i reparació d'automòbils i 1 d'una empresa de serveis.
L'únic servei als particulars que hi havia el 2009 era un paleta.
L'any 2000 a Buicourt hi havia 5 explotacions agrícoles.

## Poblacions més properes
El següent diagrama mostra les poblacions més properes.